# Évadné (épouse de Capanée)
Pour les articles homonymes, voir Évadné.

Dans la mythologie grecque, Évadné (en grec ancien Εὐάδνη / Euadnê) est la fille d'Iphis (roi d'Argos) ou de Phylacos (fils de Déion).
Elle est l'épouse de Capanée, dont elle a Sthénélos. Elle se jette dans le bûcher après son mari.
La légende est un reflet d'une pratique ancienne, celle de la sati indienne. Elle est attestée en Thrace et dans le monde scandinave mais est rare en Grèce.

## Sources
- Pseudo-Apollodore, Bibliothèque [détail des éditions] [lire en ligne], III, 7, 1.
- Euripide, Les Suppliantes [détail des éditions] [lire en ligne], 1070 et suiv.
- Hygin, Fables [détail des éditions] [(la) lire en ligne], XCVII ; CCXLIII.
- Properce, Élégies [détail des éditions] [lire en ligne], I, 15, 21.
- Quintus de Smyrne, Suite d'Homère [détail des éditions] [lire en ligne], X, 481.